# Royal Caribbean Group
Die Royal Caribbean Group  (bis Juli 2020 Royal Caribbean Cruises) ist ein Kreuzfahrtunternehmen mit Sitz in Monrovia und operativer Hauptzentrale in Miami. Das Unternehmen ist das weltweit zweitgrößte Kreuzfahrtunternehmen. Es besitzt die drei Kreuzfahrtgesellschaften Celebrity Cruises, Royal Caribbean International und Silversea Cruises. Weiterhin hält das Unternehmen 50 Prozent der Anteile von TUI Cruises sowie Anteile an Wamos Air.
Die Aktien der Royal Caribbean Group werden an der New York Stock Exchange gehandelt und sind im S&P 500 enthalten. In der Vergangenheit war Royal Caribbean auch im OBX Index enthalten, verlor allerdings seinen dortigen Platz, nachdem es 2016 ein Delisting von der Osloer Börse beantragt hatte.

## Geschichte

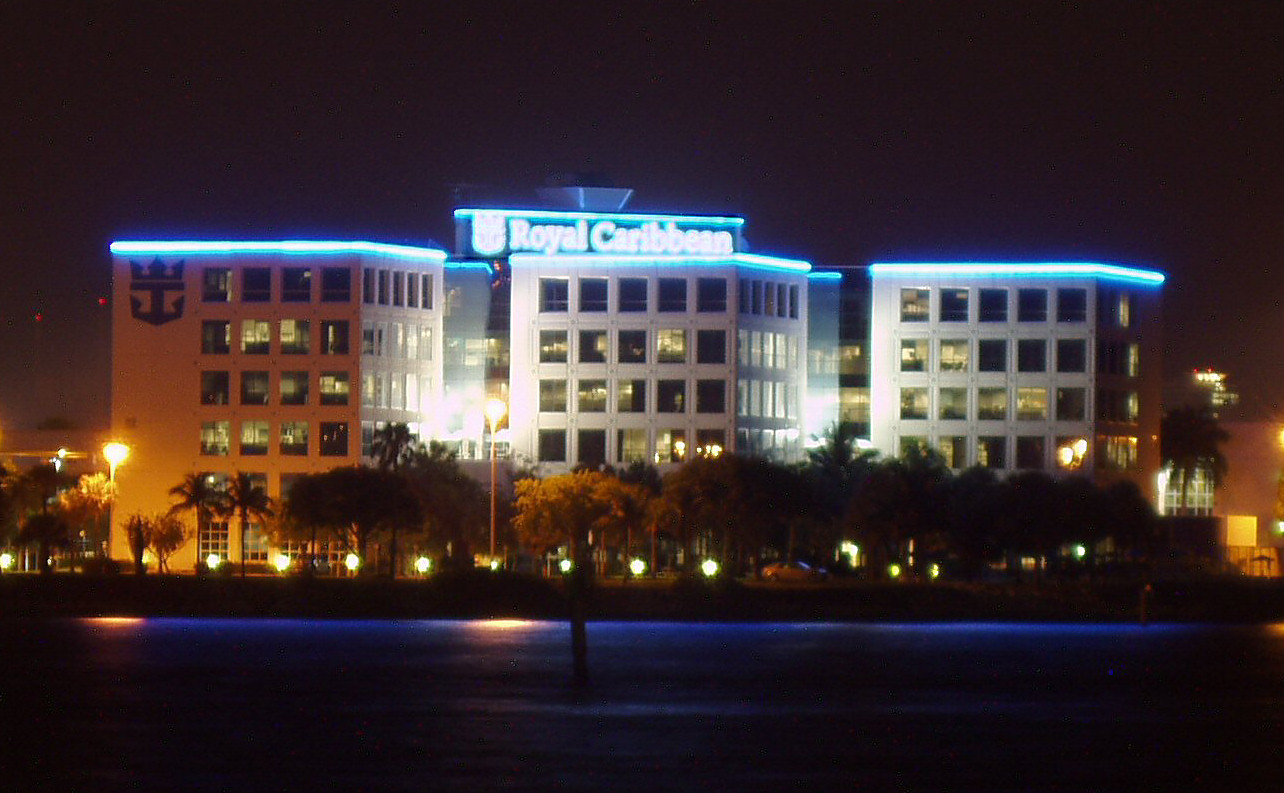
US-Hauptverwaltung in Miami

Royal Caribbean Cruises Ltd. wurde 1997 nach dem Kauf der Celebrity Cruises durch Royal Caribbean Cruise Line gebildet, wobei zwei Marken blieben, nur wechselte Royal Caribbean Cruise Line nach Royal Caribbean International. Somit wurde Royal Caribbean Cruises Ltd. gleich die Mutter für beide Töchter.
Zur dritten Tochter wurde Island Cruises, die als Joint Venture mit der britischen First Choice Holidays einen Zugang zu den Märkten von Großbritannien und Brasilien sicherte.
Im November 2006 kaufte Royal Caribbean Cruises Pullmantur Cruises in Madrid (Spanien) und im Mai 2007 wurde Azamara Club Cruises als Tochtergesellschaft der Celebrity Cruises gebildet. Dazu kam im Mai 2008 noch CDF Croisières de France für Französisch sprechende Kunden und TUI Cruises gemeinsam mit der deutschen TUI AG für den deutschsprachigen Markt. TUI Cruises übernahm 2020 Hapag-Lloyd Cruises.
Im Mai 2015 wurde SkySea Cruises gegründet, ein Unternehmen, das mit der ehemaligen Celebrity Century unter dem Namen Skysea Golden Era Kreuzfahrten auf dem chinesischen Markt anbot. Royal Caribbean hielt 35 Prozent an dem Unternehmen, 35 Prozent lagen bei CTRIP. Die restlichen 30 Prozent befanden sich im Besitz von Stone Capital. Die Marke wurde 2018 aufgegeben.
2018 stieg Royal Caribbean Cruises bei Silversea Cruises ein und übernahm die Reederei im Jahr 2020 vollständig.

## Beteiligungen
- Celebrity Cruises (100 %)
- Royal Caribbean International (100 %)
- TUI Cruises (50 %)
  - Hapag-Lloyd Cruises[7]
- Silversea Cruises (100 %)[8][9]
- Holistica Destinations (50 %)[10]
- Grand Bahama Shipyard[11]

## Strategische Partnerschaft mit Meyer Turku und dem finnischen Staat
Im Dezember 2022, Royal Caribbean kündigte eine strategische Partnerschaft mit Meyer Turku und dem finnischen Staat zur Voranbringung des innovativen und nachhaltige Schiffbaus in Finnland an. Royal Caribbean ließ bereits vorher viele Schiffe in Finnland, auch bei der Werft in Perno (heute: Meyer Turku), bauen.

## Ehemalige Marken

### Island Cruises
Von 2002 bis 2008 hielt Royal Caribbean Cruises 50 % der Aktienanteil an Island Cruises.

### Admiral Cruises
Admiral Cruises wurde 1986 gegründet und 1988 von Royal Caribbean übernommen. Die Marke wurde 1992 eingestellt. Admiral Cruises betrieb die Kreuzfahrtschiffe Azure Seas, Emerald Seas und Stardancer. Zudem hatte Admiral Cruises die Future Seas bestellt, die jedoch nach der Übernahme durch Royal Caribbean als Empress of the Seas für Royal Caribbean International in Fahrt kam.

### CDF Croisières de France
CDF Croisières de France wurde 2007 als Tochtergesellschaft von Pullmantur Cruises gegründet und wurde 2008 am Markt tätig. Royal Caribbean hielt zunächst 100 %, verkaufte jedoch 2016 51 Prozent an Springwater Capital. CDF stellte den Betrieb 2017 ein. CDF betrieb die Kreuzfahrtschiffe Bleu de France (2007–2011), Horizon (2010–2017) und Zenith (2014–2017).

### SkySea Cruises
SkySea Cruises wurde 2015 als Joint-Venture mit CTrip gegründet. Royal Caribbean hielt 35 % an SkySea Cruises. SkySea Cruises betrieb von 2015 bis 2018 das einzige Kreuzfahrtschiff SkySea Golden Era. Die Marke wurde 2018 aufgegeben.

### Pullmantur Cruises
Pullmantur Cruises wurde in den 1990er Jahren gegründet. 2006 wurde Pullmantur Cruises zu 100 % von Royal Caribbean übernommen. 2016 verkaufte Royal Caribbean 51 % der Anteile an Springwater Capital. 2020 meldete das Unternehmen Insolvenz an. Zu Pullmantur gehörte auch Wamos Air (früher: Pullmantur Air).

### Azamara Cruises
Azamara Cruises wurde 2007 gegründet. Im Jahr 2021 verkaufte Royal Caribbean seine 100-prozentige Beteiligung an Sycamore Partners.